# Ictíneo I
Die Ictíneo I war ein U-Boot des spanischen Erfinders Narcís Monturiol aus Barcelona, das 1859 zum ersten Mal tauchte.

## Beschreibung
Das Boot war 7 m lang, 3,5 m hoch und 2,5 m im Durchmesser. Die Außenhülle hatte eine fischartige Form mit einem elliptischen Querschnitt der sich am Brandtaucher orientierte, dem U-Boot Prototyp von Wilhelm Bauer aus dem Jahre 1851. Die Innenhülle der Ictíneo I war kugelförmig, hatte ein Volumen von ca. 7 m3 und war bis 8 bar druckstabil und konnte bis 50 m Tiefe tauchen. Zwischen Außen- und Innenhülle befanden sich Tauchtanks, ein Sauerstofftank für die Atemluft und ein Wasserstofftank für die Versorgung der Beleuchtung des Bootes.
Der Antrieb erfolgt über eine Schraube, die von vier Mann Besatzung in Bewegung versetzt wurde. Das Auf- und Abtauchen wurde mittels einer horizontalen Schraube gesteuert, die in beide Richtungen gedreht werden konnte, sowie über Pumpen, die die Stabilisierung des Bootes sicherstellten. Darüber hinaus war die Ictíneo I mit einer Reihe von Spezial-Werkzeugen ausgestattet, da es  Monturiol für die Ernte von Korallen einsetzen wollte.

## Geschichte
Nach ersten Testfahrten erfolge am 23. September des Jahres 1859 die Jungfernfahrt der Ictíneo I vor der Öffentlichkeit im Hafen von Barcelona. Es zeigte sich jedoch, dass das Boot in getauchtem Zustand nicht der Wasserströmung widerstehen konnte und somit nicht navigierbar war. Dieser Rückschlag verringerte allerdings nicht das große Interesse, das das Projekt in der Öffentlichkeit weckte. So konnte Monturiol in der Folgezeit über eine Subskription in Spanien und Kuba 300.000 Peseten sammeln und gründete mit diesem Kapital die Gesellschaft La Navegación Submarina (span. „Die Unterwasser-Navigation“), mit der er im Anschluss die Ictíneo II entwickelte, eines der ersten U-Boote mit maschinellem Antrieb.
Monturiol überarbeitete die Ictíneo I nochmal und am 7. Mai 1861 präsentierte er im Meer vor Alicante für die Minister für Marine und Entwicklung und einer Kommission der Abgeordneten und Senatoren und Mitgliedern der Real Academia de Ciencias Exactas, Físicas y Naturales die Möglichkeiten seines Tauchboots. Diesmal herrschten ideale Verhältnisse für die Demonstration und die öffentlichen Vertreter waren von Monturiols Konzept überzeugt.
Das Schiff wurde im Januar 1862, als es vor Anker lag, von einem Frachtschiff gerammt und stark beschädigt. Ein moderner Nachbau der Ictíneo I steht heute vor dem Eingang des Museu Marítim in Barcelona.